# Hlávka (květenství)

Schéma hlávky

Hlávka (též strboul), latinsky capitulum je druh květenství cévnatých rostlin. Jedná se o jednoduché hroznovité květenství se zkráceným a rozšířeným vřetenem, na kterém jsou přisedlé květy. Tvar má většinou oválný (např. jetel).